# 1454 Kalevala
1454 Kalevala (1936 DO) là một tiểu hành tinh vành đai chính được ông Yrjö Väisälä phát hiện ngày 16 tháng 2 năm 1936 tại địa chỉ Turku, cố đô Phần Lan.

## Liên kết

### Tư liệu
- JPL Small-Body Database Browser 1454 Kalevala
- The Minor Planet Center Status Report, Matthew J. Holman, 8 November 2015
- Recent MPECs, list of most-recently published Minor Planet Electronic Circulars
- Asteroid Hazards, Part 1: What Makes an Asteroid a Hazard? trên YouTube (min. 6:04)
- Asteroid Hazards, Part 2: The Challenge of Detection trên YouTube (min. 7:14)
- Asteroid Hazards, Part 3: Finding the Path trên YouTube (min. 5:38)